# Manuel Correia de Lacerda
Manuel Correia de Lacerda foi um administrador colonial português que exerceu o cargo de Governador no antigo território português subordinado à Índia Portuguesa de Timor-Leste entre 1748 e 1751, tendo sido antecedido por Francisco Xavier Doutel e sucedido por Manuel Doutel de Figueiredo Sarmento.